# Íñigo López de Mendoza y Quiñones
Íñigo López de Mendoza y Quiñones aus dem Haus Mendoza (* ca. 1442
in Guadalajara (Spanien); † 20. Juli 1515 in Granada), Markgraf von Mondéjar (spanisch Marqués de Mondéjar) und Graf von Tendilla (spanisch Conde de Tendilla), war ein kastilischer Politiker, Generalkapitän und Diplomat.

## Familie und Ausbildung
Seine Mutter war Elvira de Quiñones. Sein Vater, Íñigo López de Mendoza y Figueroa kämpfte auf der Seite des Königs Johann II. von Kastilien in der 1. Schlacht von Olmedo und war Botschafter des Königs Heinrich IV. von Kastilien beim Heiligen Stuhl. Sein Großvater war der Staatsmann und Dichter Iñigo López de Mendoza y de la Vera. Sein Onkel, der Kardinal Pedro González de Mendoza, Erzbischof von Toledo, war einer der Vermittler bei der Vereinbarung des Vertrages von Segovia. Sein Bruder, Diego Hurtado de Mendoza y Quiñones, war Bischof von Palencia und von 1485 bis zu seinem Tod im Jahr 1502 Erzbischof von Sevilla.
Im Kreis der Familie erhielt er eine umfassende humanistische Bildung. Hinzu kam eine, an der althergebrachten Ritterlichkeit orientierte militärische Ausbildung. Als Jugendlicher begleitete er seinen Vater bei einer diplomatischen Mission nach Italien.

## Krieg gegen Granada
Bereits während der ersten Feldzüge zur Eroberung des Königreiches Granada nahm der Graf von Tendilla, wie andere kastilische Adelige, an den Kämpfen mit eigener Ausrüstung und Soldaten teil, die auf seine Kosten rekrutiert worden waren. In den Jahren 1484 und 1485, während der Belagerung der Festung Alhama de Granada durch die Soldaten des Emirs von Granada, konnte er als Festungskommandant und Generalkapitän den strategisch wichtigen Ort halten. Zwischen 1486 und 1489 unterbrach Íñigo López de Mendoza y Quiñones seine Tätigkeit als Heerführer, um als Sonderbotschafter des kastilischen Königspaares in Rom tätig zu werden. Er nahm an den Kämpfen bei der langen, für die Kastilier erfolgreichen, Belagerung von Baza teil. König Ferdinand ernannte ihn daraufhin zum Festungshauptmann des strategisch wichtigen Ortes Alcalá la Real und zum Generalkapitän der Grenzregion. Dieses Amt übte er bis zu seiner Ernennung zum Festungshauptmann der Alhambra und Generalkapitän des Königreiches Granada aus.

## Diplomat in Rom
Im Februar 1486 schickte das kastilische Königspaar ihn als Botschafter nach Rom. Bei seinem Aufenthalt, der bis zum August 1487 dauerte, erreichte er, dass Papst Innozenz VIII. den Krieg gegen das Emirat von Granada erneut durch eine entsprechende Bulle zu einem Krieg gegen die Ungläubigen erklärte. Durch die Bulle Ortodoxae fedei vom 13. Dezember 1486 übertrug der Papst dem König und der Königin von Kastilien und Leon die Patronatsrechte für alle Kirchen und Klöster im Königreich Granada und auf den Kanarischen Inseln. Der Papst gewährte außerdem dem Kardinal und Erzbischof von Toledo Pedro González de Mendoza die rechtliche Anerkennung seiner Kinder als legitim geboren. Als López de Mendoza y Quiñones 1487 nach Spanien zurückkehrte, begleitete ihn der lombardische Humanist Petrus Martyr von Anghiera, der am Hof der Katholischen Könige Karriere machte und durch seine Dekaden zu einem der wichtigsten Chronisten der spanischen „Entdeckungen“ in Amerika wurde.

## Generalkapitän von Granada
Die Ernennung des Grafen von Tendilla zum Festungskommandant der Alhambra und Generalkapitän des Königreiches Granada war eine politisch weitreichende Entscheidung. Die Stelle war keine Altersversorgung für einen verdienten Soldaten im Ruhestand, sondern ein anspruchsvolles Amt. Der Generalkapitän des Königreiches hatte juristische, militärische und verwaltungsmäßigen Zuständigkeiten ähnlich denen eines Vizekönigs der Zeit. Grund für die Ernennung zur obersten zivilen Autorität des Königreiches Granada waren die militärischen Leistungen, der Erfolg als Diplomat in Rom und auch die Zugehörigkeit zu einer der einflussreichsten Adelsfamilien Kastiliens.
Granada hatte eine über 700-jährige Geschichte als Zentrum der islamischen Religion sowie der arabischen Sprache und Kultur. In enger Zusammenarbeit mit dem neu ernannten Erzbischof von Granada, Hernando de Talavera und dem königlichen Sekretär Hernando de Zafra sollte der Graf von Tendilla nicht nur in der Stadt, sondern im gesamten Königreich Granada eine politische, wirtschaftliche und religiöse Neuorientierung durchsetzen und auch das Rechtswesen umstellen.
Grundlage aller Maßnahmen innerhalb der Stadt waren die Capitulaciones des kastilischen Königspaares Isabella und Ferdinand, in denen die Beziehungen zwischen den verbliebenen muslimischen und den neuen christlichen Einwohnern Granadas unter der Herrschaft der Krone von Kastilien festgelegt waren.
Ein wichtiger Gesichtspunkt zur Beurteilung der Fortschritte bei der Herstellung kastilischer Verhältnisse in dem neuen Königreich der Krone von Kastilien war die Frage der Bekehrung der Mudéjares zum Christentum. Der Erzbischof von Granada, Hernando de Talavera, vertrat eine Vorgehensweise, bei der keinerlei Druck oder Gewalt angewendet werden sollten. Eine Taufe sollte erst dann erfolgen, wenn der zu Taufende genügend Kenntnisse der christlichen Religion hatte und aus eigener Überzeugung Christ werden wollte. Diese Einstellung stand im Gegensatz zu den Ansichten des Erzbischofs von Toledo, dem neuen Beichtvater der Königin Isabella, Francisco Jiménez de Cisneros.
Am Anfang schien es, als würden die Einzelheiten der Capitulaciones von beiden Seiten eingehalten. Die Missbräuche, die während der Neubesiedlung gegen die Muslime begangen wurden, die Besetzungen von Land, die Willkür bei der Auslegung der Capitulaciones und der steigende Steuerdruck schufen Spannungen, die schließlich – nach den gewaltsamen Bekehrungen der Elches (zum Islam übergetretene ehemalige Christen) durch Cisneros – zu den Aufständen von Weihnachten 1499 führten. Trotz des schnellen Einschreitens des Generalkapitäns um den im Stadtteil im Albaicín begonnen Aufstand zu beruhigen, dehnte sich dieser schnell über das Königreich aus und es brauchte Zeit um ihn zu unterdrücken. Die Rebellion gab den Monarchen die perfekte Entschuldigung mit dem Rechtssystem der Capitulaciones zu brechen und ihre maximalen Bestrebungen zu verwirklichen: Die erzwungene Bekehrung der Mudéjares von Granada.
Im Jahr 1504 starb Königin Isabella. Ihre Tochter Johanna von Kastilien wurde als Erbin der Reiche der Krone von Kastilien ausgerufen. Zwischen ihrem Ehemann König Philipp und König Ferdinand entstanden Spannungen, besonders durch die von Philipp durchgeführte Umbesetzung von Staatsämtern. Die Kühle mit der Íñigo López de Mendoza y Quiñones seine Unterstützung Philipps des Schönen zeigte, führte zum Verlust seines Amtes als Generalkapitän. In einer königlichen Anordnung vom 29. Oktober 1505, also zu einer Zeit, als sich das neue Königspaar noch nicht in Kastilien aufhielt, ernannte König Philipp I. den Herzog von Medina-Sidonia zum Generalkapitän der Königreiche Andalusien und Granada – eine Anordnung, die nie veröffentlicht wurde und somit nicht in Kraft trat. Der Umschwung der Ereignisse durch den Tod Königs Philipps ermöglichte es dem Grafen von Tendilla seine Ämter als treuer Anhänger des Regenten König Ferdinands zu behalten.
Im Jahr 1512 erhob Königin Johanna, vertreten durch ihren Vater König Ferdinand, die Herrschaft Mondéjar zu einer Markgrafschaft. Íñigo López de Mendoza y Quiñones, 2. Graf von Tendilla wurde dadurch auch zum 1. Markgrafen von Mondéjar.
Seit 1512 übernahm Luis Hurtado de Mendoza y Pacheco, der bereits Festungskommandant der Alhambra war, während der Abwesenheit seines Vaters Íñigo López de Mendoza einen großen Teil der Verantwortung des Amtes als Generalkapitän. Er wurde nach dem Tod seines Vaters als dessen Nachfolger in diesem Amt bestätigt. Die Nachfahren des Grafen von Tendilla, die Markgrafen von Mondéjar, hatten die Ämter des Generalkapitäns von Granada und des Festungskommandanten der Alhambra bis zum Jahr 1570 inne.
Íñigo López de Mendoza y Quiñones starb am 18. Juli 1515 in Granada und wurde in der Kapitularkapelle des Franziskanerklosters auf der Alhambra bestattet. Im Jahr 1523 wurde er in der Hauptkapelle an die Stelle umgebettet, an der bis dahin die Reste der Katholischen Könige lagen. Das Kloster wurde 1835 aufgelöst.

## Kulturelle Bedeutung
Íñigo López de Mendoza y Quiñones wurde von seinen Zeitgenossen als ein intelligenter, kultivierter Mann mit einer umfassenden humanistischen Bildung beschrieben. Er unterstützte Humanisten wie Petrus Martyr von Anghiera, Hernán Núñez de Toledo und Lucio Marineo Sículo. Im Bereich der Architektur wurde er bekannt als Berater, Vermittler und Förderer der Arbeiten im Zusammenhang mit dem königlichen Mäzenatentum König Ferdinands.
Sein privater Briefverkehr aus den Jahren zwischen 1504 und 1515 gilt als ein vollendetes Beispiel einer Briefsammlung der Renaissance. Sie ist eine der wichtigsten historischen Quellen der Zeit.

## Nachkommen
In erster Ehe war er ab 1472 mit seiner Cousine Marina Lasso de la Vega y Mendoza verheiratet; die Ehe blieb kinderlos. Nach dem Tod seiner ersten Ehefrau im Jahr 1477 heiratete er drei Jahre später erneut; mit Francisca Pacheco, einer Tochter von Juan Pacheco hatte er drei Töchter und fünf Söhne:
- María de Mendoza y Pacheco
- Luis Hurtado de Mendoza y Pacheco, Marquis von Mondéjar und Graf von Tendilla,
- Antonio de Mendoza y Pacheco, Vizekönig von Neuspanien, Vizekönig von Peru
- María Pacheco, verheiratet mit Juan de Padilla
- Bernardino de Mendoza, Generalkapitän der spanischen Galeeren im Mittelmeer
- Diego Hurtado de Mendoza y Pacheco
- Francisco de Mendoza y Pacheco, Bischof von Jaén